# Hans Nonn
Hans Nonn (* 18. November 1882 in Landsberg an der Warthe; zum April 1945 für tot erklärt [?]) war ein deutscher Offizier und Wirtschaftsfunktionär.

## Leben und Tätigkeit
Nach dem Schulbesuch schlug Nonn die Militärlaufbahn ein. 1902 wurde er zum Offizier befördert.
Von 1906 bis 1909 besuchte Nonn die Militärtechnische Akademie in Berlin. Von 1911 bis 1914 wurde er an der Kriegsakademie in Berlin ausgebildet. 1915 wurde er in den Generalstab aufgenommen. Zuletzt fungierte er als Chef des deutschen Verbindungsstabes der Heeres-Friedenskommission für die industrielle Abrüstung der während des Ersten Weltkriegs von Deutschland besetzten Gebiete. Nach dem Ausscheiden aus dem Militär führte er die Bezeichnung eines Majors a. D.
Von 1921 bis 1923 war Nonn Geschäftsführer einer Gruppe von Waggonfabrikanten in Berlin. Von 1923 bis 1943 war er Vorstandsmitglied und Geschäftsführer der Waggonfabrik Christoph & Unmack AG in Niesky in der Oberlausitz mit dem Rang eines Direktors. Zudem war er Geschäftsführer der Eisenbeton- und Tiefbau GmbH Christoph & Unmack in Berlin sowie Vorsitzender des Aufsichtsrates der Bata AG, der Schlesischen Schuh-Werke Ottmuth AG und der Paul Firchow Nachfolger, Apparate- und Uhrenfabrik AG in Berlin.
Nonn trat zum 1. Mai 1933 der NSDAP bei (Mitgliedsnummer 2.590.842). Aus dieser wurde er 1935 wegen Kontakt zu einer jüdischen Firma ausgeschlossen. Zudem war er Mitglied des elitären Deutschen Herrenklubs in Berlin.